# Holanthias fronticinctus
Holanthias fronticinctus là một loài cá biển thuộc chi Holanthias trong họ Cá mú. Loài này được mô tả lần đầu tiên vào năm 1868.

## Phân bố và môi trường sống
H. fronticinctus có phạm vi phân bố giới hạn ở đông nam Đại Tây Dương. Loài này chỉ được tìm thấy xung quanh đảo Ascension và đảo Saint Helena, ở độ sâu trong khoảng từ 73 đến 110 m. Không có nhiều thông tin về loài này.

## Mô tả
H. fronticinctus trưởng thành có chiều dài cơ thể lớn nhất được ghi nhận là 22 cm. Thân của cá thể trưởng thành có màu vàng cam sáng. Đầu có 2 dải sọc tím: dải thứ nhất băng xiên từ mõm xuống dưới ổ mắt, uốn cong lên nắp mang; dải thứ hai từ trán, băng qua phía trên mắt đến rìa nắp mang. Gáy có sọc ngắn màu tím. Vây lưng có dải màu tím sát gốc và ở rìa vây. Vây đuôi bo tròn. Tia vây bụng thứ hai của cá đực dài hơn cá mái.
Số gai ở vây lưng: 10 (gai thứ 3 dài nhất); Số tia vây mềm ở vây lưng: 15 - 16; Số gai ở vây hậu môn: 3; Số tia vây mềm ở vây hậu môn: 7 (tia thứ 3 dài nhất); Số tia vây mềm ở vây ngực: 19 - 21; Số vảy đường bên: 50 - 55; Số lược mang: 38 - 43.
Thức ăn của H. fronticinctus có lẽ là các loài động vật giáp xác.